# Сварочный материал
Сва́рочный материа́л — материал, используемый в процессе сварки изделий. Сварочные материалы должны обеспечить: получение наплавленного металла заданного химического состава и свойств; получение сварных беспористых швов, стойких к образованию трещин; стабильное горение дуги; экономичность сварки.

## Сварочные материалы и свойства

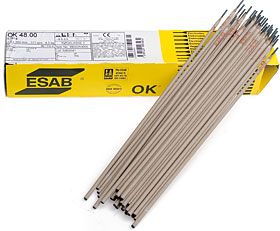
Сварочные электроды марки ESAB OK 48.00

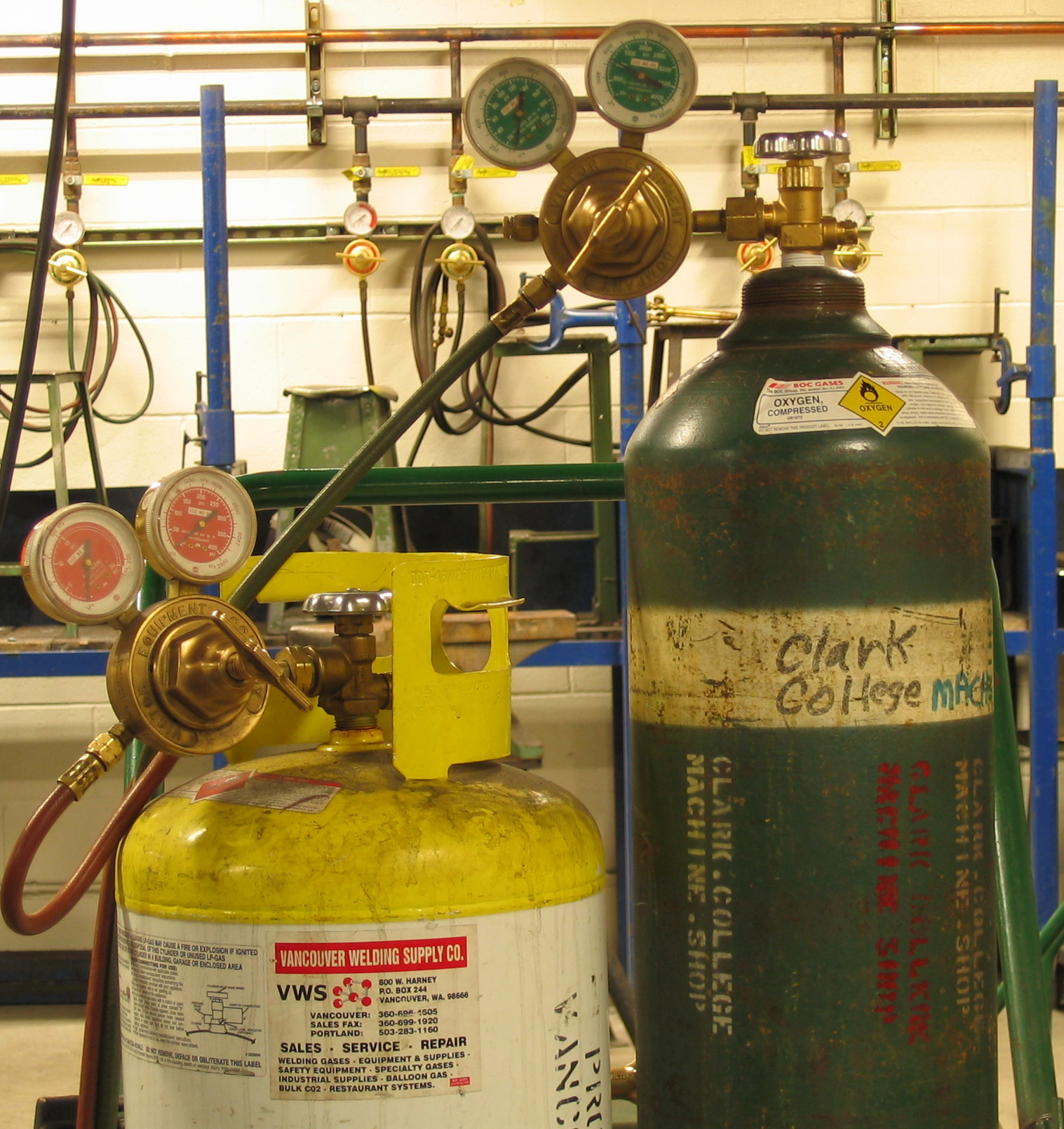
Комплект баллонов для сварки с MAPP газом и кислородом

К сварочным материалам относят широкий спектр разнообразных используемых при сварке материалов. Это сварочная проволока (стальная, алюминиевая, медная); наплавочная проволока; порошковая проволока; неплавящиеся (угольные, графитовые, вольфрамовые) и плавящиеся электроды; сварочные флюсы; защитные газы; прутки; ленты; порошки и др.

### Сварочная проволока
Сварочная проволока, расплавляясь при сварке, служит присадочным металлом, заполняющим область шва. Материал сварочной проволоки должен соответствовать материалу заготовок по своим физическим свойствам. Так медь и сплавы сваривают проволокой из меди и сплавов на медной основе по ГОСТ 16130—90. Марки проволоки из меди — М1, М2 и М3. Алюминий и его сплавы сваривают проволокой из алюминия и его сплавов по ГОСТ 7871—75. Марки проволоки из алюминия — АМг, АМг3, АМг5п, АМг6 м и др.
Сварочная проволока изготавливается в соответствии с ГОСТ 2246—70. Государственный стандарт устанавливает три группы проволок:
- низкоуглеродистые проволоки с содержанием углерода менее 0,12 %, используемые для сварки низкоуглеродистых, среднеуглеродистых и некоторых низколегированных сталей; Марки проволоки — Св — 08А и Св-08.
- легированные проволоки, используемые для сварки низколегированных, конструкционных и теплостойких сталей;
- высоколегированные проволоки для проведения сварки хромистых, хромоникелевых, нержавеющих и высоколегированных сталей.

### Сварочная лента и прутки
Сварочная лента и сварочные прутки используется при сварке также в качестве присадочного материала. Сварочные ленты изготавливают по ГОСТ 26467—85 Лента порошковая наплавочная. Общие технические условия. Ленты могут состоять из стали, алюминия, меди. ГОСТ 16130-90 распространяется на круглые сварочные прутки из меди и сплавов на медной основе.

### Электроды
Сварочные электроды представляют собой стержень из электропроводного материала, предназначенный для подвода тока к свариваемому изделию. В настоящее время выпускается много марок электродов. Электроды выпускаются в соответствии ГОСТ 9466—75 «Электроды, покрытые металлические для ручной дуговой сварки и наплавки. Классификация, размеры и общие технические требования(условия)».
Электроды покрытые металлические для ручной дуговой наплавки поверхностных слоев с особыми свойствами, типы ГОСТ 10051-75.
Электроды покрыты тонкими стабилизирующими, ионизирующими или толстыми покрытиями. Покрытие облегчает возбуждение дуги и стабилизирует её горение.

### Газы
Защитные газы предохраняют место сварки от контакта с газами воздуха. Их изготавливают по следующим стандартам:
- ГОСТ 8050—85 Двуокись углерода газообразная и жидкая.
- ГОСТ 10157—2016 Аргон газообразный и жидкий. Технические условия.

Для проведения газовой сварки используются газы ацетилен; водород, пропан, бутан, блаугаз и смеси газов МАПП газ из пропина (метилацетилен), пропадиена (Allen) и пропана.

## Флюсы
Роль флюса в процессах сварки двойная: растворение окислов на металлической поверхности, что облегчает смачивание заготовки расплавленным металлом, а также выступает в качестве барьера для доступа кислорода путем покрытия горячей поверхности металла, предотвращая его окисление. В некоторых случаях расплав флюса служит в качестве теплообменной среды, что облегчает нагрев сварочного стыка.
Флюсы классифицируют по способу изготовления, назначению, химическому составу и др. По способу изготовления флюсы их разделяют на плавленые и неплавленные.
Плавленые флюсы производят сплавлением компонентов шихты в печах. Неплавленные частицы флюсовой шихты скрепляют без сплавления.